# Arrenurus cascadensis
Arrenurus cascadensis är en kvalsterart som beskrevs av Lavers 1945. Arrenurus cascadensis ingår i släktet Arrenurus och familjen Arrenuridae. Inga underarter finns listade i Catalogue of Life.